# فوستر صامويل تشيبمان
فوستر صامويل تشيبمان (بالإنجليزية: Foster Samuel Chipman)‏ هو سياسي أمريكي سابق، شغل منصب عمدة أورلاندو (فلوريدا) في الفترة بين عامي 1887 و1888 كعاشر عمدة للمدينة.